# Grand Junction Isle
Die Grand Junction Isle ist eine Insel in der Themse oberhalb des Molesey Lock bei Sunbury-on-Thames, Surrey, England.

## Geographie
Die Insel ist rautenförmig und an ihrer längsten Stelle 35 m lang und maximal 15 m breit. Auf der Insel gibt es sechs kleine Wochenendhäuser mit Bootsanlegestellen. Eine Brücke für Fußgänger verbindet die Insel mit dem Nordufer des Flusses.

## Geschichte
Die Insel ist nach der Grand Junction Waterworks Company benannt, die eine von drei Firmen war, die das Hampton-Wasserwerk an der Grenze von Hampton und Sunbury betrieben. Die Firma baute eine Pumpstation auf der Insel, die jetzt die Aufbereitungsanlagen von Thames Water versorgen. Die Insel hieß früher Purvis Ait. Jetzt ist die Insel im Besitz der Environment Agency.